# 259
El 259 (CCLIX) fou un any comú començat en dissabte del calendari julià.

## Esdeveniments
- L'emperador Valerià lidera un exèrcit (70.000 homes) per rellevar Edessa, assetjada per les forces del rei persa Shapor I. Un brot d'una pesta mata molts legionaris, debilitant la posició romana a Síria.[1]
- Batalla de Mediolanum: una confederació germànica, els Alamans (300.000 guerrers), que van creuar els Alps, són derrotats per les legions romanes sota Gal·liè, prop de Mediolanum.[2][3]

## Necrològiques
- 21 de gener: Fructuós, Auguri i Eulogi de Tarragona, respectivament bisbe i diaques de Tarragona, són martiritzats a l'amfiteatre de Tàrraco.